# Carmen de Santistevan y Avilés
Carmen de Santistevan y Avilés (3 tháng 5 năm 1810 - 30 tháng 3 năm 1904) là Đệ nhất phu nhân của Ecuador từ năm 1856 đến 1859 với tư cách là vợ của Tổng thống Francisco Robles.

## Đầu đời
Carmen de Santistevan y Avilés sinh ngày 3 tháng 5 năm 1810 tại Daule, sau đó là một phần của Đế quốc Tây Ban Nha. Bà là con gái của Gabriel de Santistevan y Olvera và người vợ đầu tiên của ông, Francisca de Avilés y Castro, người mà ông có một cô con gái khác tên là Francisca. Sau khi cha bà trở thành người góa vợ, ông đi đến Buenos Aires, tái hôn và có chín đứa con, không bao giờ quay lại Ecuador.
Bà là hậu duệ của dòng họ Komnenos, một triều đại quan trọng của Đế quốc Byzantine.

## Hôn nhân và con cái
Carmen de Santistevan y Avilés đã gặp và đính hôn với Tướng Francisco Robles khi đang sống cùng chị gái của mình, bà Francisca, người đã kết hôn với anh trai của Robles, Ciríaco Robles García. Đám cưới của họ diễn ra vào ngày 5 tháng 11 năm 1835 tại Nhà thờ lớn của thành phố Guayaquil.
Cuộc hôn nhân sinh ra ba đứa con, đứa đầu tiên không đến tuổi trưởng thành:
- Francisco Robles y Santistevan (1838-1841)
- Ignacio Robles y Santistevan (1839-1915), kết hôn với Rafaela de Buenaventura y Macías, có con
- Dolores Robles y Santistevan (1841-1904), kết hôn với Jose Serafín Baquerizo Vera, có con [5]

Con trai của bà Ignacio đã trở thành một thuyền trưởng tàu hộ tống, giám đốc dân sự và quân sự của Plaza de Guayaquil (1895), Eloy Alfaro của Bộ trưởng Bộ Ngoại giao (1895-1896), thống đốc của Guayas (1896-1898), và các lãnh sự của Mexico ở Guayaquil (1896-1902), trong số các chức danh khác. Đám cưới của con gái bà Dolores diễn ra vào ngày 26 tháng 9 năm 1856 tại sảnh của Cung điện Carondelet.

## Những năm cuối
Là một người Công giáo thực hành, bà đã cùng với những người khác (chẳng hạn như Đệ nhất phu nhân Teresa Jado) bảo vệ sự nghiệp của Dòng Tên, người bất ngờ đến thành phố Guayaquil khi họ bị trục xuất khỏi Cộng hòa Tân Granada vào năm 1851.
Carmen de Santistevan y Avilés qua đời tại Guayaquil vào ngày 30 tháng 3 năm 1904 ở tuổi 93. Bà được chôn cất tại General Cemetery of Guayaquil, nơi gia đình sở hữu một lăng mộ được trang trí phong phú với các tác phẩm điêu khắc.